# MICRO CADAM
MICRO CADAM（マイクロ キャダム）とは、日本で開発、サポートされている機械系2D CADソフト。

## 概要
キャダムサービス株式会社がメインフレーム用CADAMの機能をパソコン（IBMマルチステーション5550）へ移植することからスタートした。最初のバージョンは1985年に日本アイ・ビー・エムから販売され、1988年には富士通からも販売された。日本の製造業で多く採用され、2000年時点で約7万5千本（日本国内約6万5千本）の出荷実績があった。ワールドワイドでの製品サポートは2001年に終了したが、その後も日本のユーザの要望を反映して発展を続け、現在のソフトウェア・サブスクリプション＆サポートサービス形態での提供に至っている。

## 開発元
株式会社CAD SOLUTIONS（略称：CAD'S）
設立：平成28年1月、本社所在地：東京都中央区日本橋箱崎町5－14－6F

## 歴史
- 1984年4月 - 米国CADAM.Inc[1]と川崎重工業株式会社の合弁会社としてキャダム・サービス株式会社（CSC）が設立され、メインフレーム版CADAMの導入支援をするとともにPC版CADAMの開発に着手。
- 1985年9月 - 日本アイ・ビー・エムよりMICRO CADAM発表。以降は、その開発・販売サポートが主力となった。
- 1988年7月 - 社名をキャダムシステム株式会社（CSC）に変更。
- 1989年11月- 米国CADAM.IncがIBMに売却され、一方の株主は米IBMに代わった。
- 1990年6月 - OS/2版MICRO CADAM（MC/2）発売。
- 1991年10月 - EWS版MICRO CADAM（MC-X）発売。
- 1993年 - DOS/V版MICRO CADAM（MC/V）発売。
- 1995年11月 - Windows版MICRO CADAM（MC/W）発売。
- 1997年7月 - MICRO CADAM Helix V4R1（Design & Modeling、Design & Drafting）発売。[2]
- 2000年6月 - IBMおよびダッソー・システムズ社と、CATIA V5との製品統合・販売・ソリューションサービス提供に関する提携に合意。[3]
- 2000年9月 - IBMグループの100%子会社となる。[4]
- 2001年7月 - MICRO CADAM Helix Design & Drafting V5R2 発売。
- 2002年4月 - マイクロキャダム・ヒーリックス・サポート（MCHS）サービス開始。
- 2004年1月 - 日本アイビーエム株式会社の別子会社（エンサイクロソフト株式会社）と合併して、日本アイビーエム・アプリケーション・ソリューション株式会社（IASC）となる。[5]
- 2010年8月 - 日本アイビーエム・アプリケーション・ソリューション株式会社（IASC）は、日本アイ・ビー・エム・サービス株式会社（ISC-J）に統合。MICRO CADAMの開発・サポートはそのまま引き継がれた。
- 2012年10月 - MICRO CADAM Helix Design & Drafting V5R2の後継として、MICRO CADAM Helix 2013を発表／リリース。この後継リリースでは、従来のハードウエアーによるライセンス提供から年間ライセンスの方式に変更し、それに伴って価格も改定された。
- 2016年4月 - 株式会社CAD SOLUTIONS（株式会社アルゴグラフィックスの100パーセント子会社）が、日本アイ・ビー・エム・サービス株式会社(ISC-J)から、MICRO CADAM事業を引き継ぐと共に、ISC-JでMICRO CADAMの開発・サービスに従事していた開発者、営業スタッフ全員も、CAD’S社に移り、引き続き当該製品の販売、保守サービスに従事するとなった。[6]

尚、MICRO CADAMのコピーライトは、下記のとおり両社併記となった。
© Copyright IBM Corp. 2002,2016 All rights reserved.
© Copyright CAD SOLUTIONS Inc. 2016 All rights reserved.

## 製品体系

### ベースモジュール
MICRO CADAM Helix 20xx（ "20xx"　の部分は西暦年、最新（2023年5月現在）は　MICRO CADAM Helix 2023　） 
1. MICRO CADAM Helix Design & Drafting V5R2(5617-CZA) の後継リリース
2. ライセンス体系は、PLC（Primary Licence Charge：初期料金) とALC (Annual Licence Charge：年額料金) となる。
3. ALCを継続されている期間中は、最新モジュールのライセンスの提供及び後述のサポートサービスと同等のサービスが受けられる。
4. ALCを休止するとベースモジュールは使えなくなる（再加入により再び利用可能）。
5. ネットワーク環境で利用するには別途サーバモジュール（ファイルサーバ／プリントサーバの機能を持ったモジュール）が必要。

### 関連製品（ハード含む）
MICRO CADAM Helixファミリー製品としてプリンタードライバー、データバックアップツール、あるいはファンクションキーボードなど。
1. これらの製品はいずれも、後述のサポートサービス（MCHS)に加入することで利用可能。

- MICRO CADAM Helix製品の詳細について

## サポートサービス(MCHS)
MCHSとは、MICRO CADAM Helix Support（マイクロキャダム・ヒーリックス・サポート）の略称で、マイクロキャダムのユーザに対して、新たに、契約ベースで
提供するソフトウェア・サブスクリプション＆サポート。
加入対象は、MICRO CADAM Helix Design & Drafting V5R2あるいはそれ以前のバージョンで、目的は、最新のOS環境に対応したメンテナンス・バージョンの
提供　及び　WEB経由でのQ&A,不具合などへの対応。
- 提供開始 2002年4月から MCHSサポートサービスについて

### MCH支援サービスのメリット
https://www.cad-solutions.co.jp/micro-cadam-helix/summary0/
- 64ビット Nativeモードで利用できるモジュールの提供
- シンクライアント環境への対応
- グローバルコミュニケーション対応（日本語環境で、中国語などでの注記の作成）
- 3D製品との連携（CATIA,SOLIDWORKS,SpaceClaim)
- Windows 11の環境のサポート
- iPhone/iPad対応のViewerの無償提供

## 主な稼働OS
- Microsoft Windows
- IBM AIX
- Sun Solaris

サポートOSの詳細について

## バージョン履歴
| バージョン | リリース   | 備考                                  |
| ---------- | ---------- | ------------------------------------- |
| 1.x        | 1985年9月  | DOS版 V1.9まで                        |
| 2.x        | 1990年6月  | OS/2、UNIX版 V2.3まで                 |
| 3.1x       | 1995年11月 | Windows版を追加 V3.18Bまで            |
| Helix V4R1 | 1997年7月  | 2次元／3次元統合設計環境、新GUIの採用 |
| Helix V4R2 | 1998年5月  |                                       |
| Helix V4R3 | 1999年7月  |                                       |
| Helix V5R1 | 2000年8月  | 2次元設計環境                         |
| Helix V5R2 | 2001年7月  |                                       |